# Coast to Coast Mall Tour
Coast to Coast Mall Tour là tên một chuyến lưu diễn hòa nhạc tại Mỹ của nam ca sĩ người Úc Cody Simpson. Tour diễn được tổ chức để quảng bá cho EP thứ hai của Simpson, Coast to Coast (2011).

## Danh sách biểu diễn
1. "All Day"
2. "Angel"
3. "Not Just You"
4. "On My Mind"
5. "Crazy But True"
6. "iYiYi"

(Anh chỉ biểu diễn "Crazy But True" và "iYiYi" ở hai buổi diễn)

## Lịch trình
| Ngày                | Thành phố                | Quốc gia | Địa điểm                   |
| ------------------- | ------------------------ | -------- | -------------------------- |
| 6 tháng 8 năm 2011  | Lake Grove, New York     | Mỹ       | Smith Haven Mall           |
| 7 tháng 8 năm 2011  | Braintree, Massachusetts | Mỹ       | South Shore Plaza          |
| 14 tháng 8 năm 2011 | Pleasanton, California   | Mỹ       | Stoneridge Shopping Center |
| 20 tháng 8 năm 2011 | Tempe, Arizona           | Mỹ       | Arizona Mills              |
| 30 tháng 8 năm 2011 | Orland Park, Illinois    | Mỹ       | Orland Square Mall         |
| 31 tháng 8 năm 2011 | Indianapolis, Indiana    | Mỹ       | Castleton Square           |
| 10 tháng 9 năm 2011 | Lakewood, Colorado       | Mỹ       | Colorado Mills             |
| 17 tháng 9 năm 2011 | San Diego, California    | Mỹ       | Fashion Valley Mall        |
| 18 tháng 9 năm 2011 | Orange, California       | Mỹ       | The Block at Orange        |